# あなたが欲しい (テレビドラマ)
『あなたが欲しい - I WANT YOU -』（あなたがほしい  - I WANT YOU -）は、1989年1月19日から3月23日までフジテレビ系列「木曜劇場」枠で放送された共同テレビ・東映制作のテレビドラマ。主演は渡辺謙。全10回。

## 概要
終戦直後に多摩川の川底に沈められたとされる財宝を探す夢を追う4人組と、ひょんなことから知り合った3姉妹が男たちに惹かれていく姿を描いた物語。
過去に幾度かCSファミリー劇場で再放送が行われている。

## キャスト
- 小山達夫：渡辺謙
- 和賀久行：片岡鶴太郎
- 神田里美：井森美幸
- 北島淳：柄本明
- 大原善太郎：阿藤海
- 大原トメ：山本緑
- 明子：白河雅子
- リサ：高橋貴代子
- 太田：広岡由里子
- 裕太：菅原海（子役）
- 本宮章子：松原千明
- 清水俊夫：大出俊
- 恵子：高樹澪[2]
- 神田珠美：有森也実
- 神田由美：池上季実子

## スタッフ
- 企画：前田和也、石原隆（フジテレビ）
- 脚本：矢島正雄
- 演出：福本義人、舛田明廣、鈴木雅之
- プロデューサー：関口静夫（共同テレビ）、中曽根千治、手塚治（東映）
- 音楽：井上堯之
- 主題歌：泉谷しげる「春夏秋冬」（ビクターレコード）[3]
- 演出補：鈴木雅之、木下高男
- 制作：フジテレビ、共同テレビ、東映

## 放送日程
| 各話   | 放送日  | サブタイトル            | 演出     |
| ------ | ------- | ----------------------- | -------- |
| 第1話  | 1月19日 | とんでもない男達        | 福本義人 |
| 第2話  | 1月26日 | 彼はスゴイわ!!          | 福本義人 |
| 第3話  | 2月02日 | 真実の恋がしたい        | 舛田明廣 |
| 第4話  | 2月09日 | 私を酔わせてー!         | 舛田明廣 |
| 第5話  | 2月16日 | いくじなし!             | 福本義人 |
| 第6話  | 2月23日 | 結婚してくれる!         | 福本義人 |
| 第7話  | 3月02日 | 私をホテルに連れてって! | 舛田明廣 |
| 第8話  | 3月09日 | 本気で愛してる!         | 舛田明廣 |
| 第9話  | 3月16日 | そこに、50億の宝        | 鈴木雅之 |
| 最終話 | 3月23日 | さらば男達よ!           | 福本義人 |